# Jon Lormer
Jon Lormer (Canton, 7 maggio 1906 – Burbank, 19 marzo 1986) è stato un attore statunitense.
Ha recitato in 33 film dal 1958 al 1987 ed è apparso in oltre 120 produzioni televisive dal 1950 al 1984. È stato accreditato anche con i nomi John Lorimer e John Lormer.

## Biografia
Jon Lormer nacque a Canton, in Ohio, il 7 maggio 1906. Cominciò la sua carriera di attore a teatro a New York. Debuttò in televisione nel 1950 nell'episodio Subway Express della serie televisiva antologica The Ford Theatre Hour.
Per la televisione, interpretò, tra gli altri, il ruolo di Harry Tate in 6 episodi della serie televisiva Lawman dal 1958 al 1959, di Sam Watkins in 7 episodi della serie The Real McCoys dal 1959 al 1960, del medico autoptico in 12 episodi della serie Perry Mason dal 1959 al 1963 e del giudice Irwin A. Chester in 18 puntate del soap opera Peyton Place dal 1966 al 1968. Lormer mappare anche in tre episodi della serie classica di Star Trek  e fu inoltre insegnante di recitazione all'American Theater Wing di New York.
Ha continuato la sua carriera televisiva fino agli inizi degli anni 80. La sua ultima apparizione sul piccolo schermo avvenne nell'episodio Help Wanted: Angel della serie televisiva Autostop per il cielo, andato in onda il 21 novembre 1984, che lo vede nel ruolo di  Martin Lamm, mentre per il grande schermo l'ultima interpretazione risale al film Beyond the Next Mountain del 1987 in cui interpreta Watkin Roberts.
Morì a Burbank, in California, il 19 marzo 1986.

## Filmografia

### Cinema
- Girls on the Loose, regia di Paul Henreid (1958)
- L'uomo che non voleva uccidere (From Hell to Texas), regia di Henry Hathaway (1958)
- Bella, affettuosa, illibata cercasi... (The Matchmaker), regia di Joseph Anthony (1958)
- Non voglio morire (I Want to Live!), regia di Robert Wise (1958)
- Missili in giardino (Rally 'Round the Flag, Boys!), regia di Leo McCarey (1958)
- Il prezzo del successo (Career), regia di Joseph Anthony (1959)
- Gazebo (The Gazebo), regia di George Marshall (1959)
- Il segreto di Pollyanna (Pollyanna), regia di David Swift (1960)
- La spiaggia del desiderio (Where the Boys Are), regia di Henry Levin (1960)
- Ada Dallas (Ada), regia di Daniel Mann (1961)
- I comanceros (The Comancheros), regia di Michael Curtiz (1961)
- Avventura nella fantasia (The Wonderful World of the Brothers Grimm), regia di Henry Levin, George Pal (1962)
- Chi giace nella mia bara? (Dead Ringer), regia di Paul Henreid (1964)
- One Man's Way, regia di Denis Sanders (1964)
- Tigre in agguato (A Tiger Walks), regia di Norman Tokar (1964)
- Ho sposato 40 milioni di donne (Kisses for My President), regia di Curtis Bernhardt (1964)
- Scandalo in società (Youngblood Hawke), regia di Delmer Daves (1964)
- Il boia è di scena (Two on a Guillotine), regia di William Conrad (1965)
- La zebra in cucina (Zebra in the Kitchen), regia di Ivan Tors (1965)
- Dawn of Victory (1966)
- Dominique (The Singing Nun), regia di Henry Koster (1966)
- Una splendida canaglia (A Fine Madness), regia di Irvin Kershner (1966)
- Dimensione 5 (Dimension 5), regia di Franklin Adreon (1966)
- Quelli della San Pablo (The Sand Pebbles), regia di Robert Wise (1966)
- Il mondo è pieno... di papà (Doctor, You've Got to Be Kidding!), regia di Peter Tewksbury (1967)
- Il cocktail del diavolo (If He Hollers, Let Him Go!), regia di Charles Martin (1968)
- Ragazzo la tua pelle scotta (The Learning Tree), regia di Gordon Parks (1969)
- L'impossibilità di essere normale (Getting Straight), regia di Richard Rush (1970)
- Le mogli (Doctors' Wives), regia di George Schaefer (1971)
- Torna El Grinta (Rooster Cogburn), regia di Stuart Millar (1975)
- The Boogens, regia di James L. Conway (1981)
- Creepshow, regia di George A. Romero (1982)
- The Healing, regia di Russell S. Doughten (1983)
- Beyond the Next Mountain, regia di James F. Collier (1987)

### Televisione
- The Ford Theatre Hour – serie TV, un episodio (1950)
- Nash Airflyte Theatre – serie TV, un episodio (1950)
- Sure As Fate – serie TV, un episodio (1951)
- Studio One – serie TV, un episodio (1951)
- Miss Susan – serie TV (1951)
- The Goldbergs – serie TV, un episodio (1955-1956)
- Cheyenne – serie TV, un episodio (1957)
- The Millionaire – serie TV, un episodio (1958)
- I racconti del West (Zane Grey Theater) – serie TV, un episodio (1958)
- Have Gun - Will Travel – serie TV, episodio 1x34 (1958)
- The Californians – serie TV, un episodio (1958)
- Rescue 8 – serie TV, episodio 1x10 (1958)
- Destination Space – film TV (1959)
- Northwest Passage – serie TV, un episodio (1959)
- Indirizzo permanente (77 Sunset Strip) – serie TV, episodio 1x15 (1959)
- Richard Diamond (Richard Diamond, Private Detective) – serie TV, un episodio (1959)
- Lawman – serie TV, 6 episodi (1958-1959)
- Ricercato vivo o morto (Wanted: Dead or Alive) – serie TV, episodi 1x06-1x28 (1958-1959)
- Trackdown – serie TV, un episodio (1959)
- The Walter Winchell File – serie TV, 2 episodi (1958-1959)
- Avventure lungo il fiume (Riverboat) – serie TV, episodio 1x03 (1959)
- Peter Gunn – serie TV, episodi 1x20-2x19 (1959-1960)
- Alcoa Presents: One Step Beyond – serie TV, 2 episodi (1959-1960)
- Laramie – serie TV, un episodio (1960)
- Gli uomini della prateria (Rawhide) – serie TV, episodio 2x30 (1960)
- Bourbon Street Beat – serie TV, episodio 1x37 (1960)
- The Real McCoys – serie TV, 7 episodi (1959-1960)
- Tate – serie TV, un episodio (1960)
- Sugarfoot – serie TV, 4 episodi (1958-1960)
- Maverick – serie TV, 4 episodi (1958-1960)
- Thriller – serie TV, episodio 1x04 (1960)
- Letter to Loretta – serie TV, 3 episodi (1958-1960)
- Hot Off the Wire – serie TV, un episodio (1960)
- Dan Raven – serie TV, un episodio (1960)
- The Rebel – serie TV, 2 episodi (1960)
- Shotgun Slade – serie TV, 2 episodi (1959-1961)
- Two Faces West – serie TV, un episodio (1961)
- La città in controluce (Naked City) – serie TV, un episodio (1961)
- Carovana (Stagecoach West) – serie TV, episodio 1x30 (1961)
- Outlaws – serie TV, episodi 1x03-2x18 (1960-1962)
- Bronco – serie TV, un episodio (1962)
- Tales of Wells Fargo – serie TV, 2 episodi (1961-1962)
- The Tall Man – serie TV, un episodio (1962)
- Gli intoccabili (The Untouchables) – serie TV, 3 episodi (1961-1962)
- Saints and Sinners – serie TV, un episodio (1963)
- Dennis the Menace – serie TV, 2 episodi (1961-1963)
- Ai confini della realtà (The Twilight Zone) – serie TV, 4 episodi (1960-1963)
- Route 66 – serie TV, 2 episodi (1960-1963)
- Empire – serie TV, un episodio (1963)
- The Third Man – serie TV, un episodio (1963)
- La legge del Far West (Temple Houston) – serie TV, episodio 1x10 (1963)
- Perry Mason – serie TV, 12 episodi (1959-1963)
- Sotto accusa (Arrest and Trial) – serie TV, episodio 1x19 (1964)
- Il dottor Kildare (Dr. Kildare) – serie TV, un episodio (1964)
- The Andy Griffith Show – serie TV, 3 episodi (1962-1964)
- Wendy and Me – serie TV, un episodio (1965)
- Ben Casey – serie TV, 2 episodi (1963-1965)
- Branded – serie TV, episodi 1x08-1x09-2x02 (1965)
- Disneyland – serie TV, 3 episodi (1965)
- Hank – serie TV, un episodio (1965)
- Il fuggiasco (The Fugitive) – serie TV, 2 episodi (1964-1965)
- Laredo – serie TV, un episodio (1966)
- A Man Called Shenandoah – serie TV, episodio 1x29 (1966)
- F.B.I. (The F.B.I.) – serie TV, un episodio (1967)
- Gli invasori (The Invaders) – serie TV, un episodio (1967)
- Viaggio in fondo al mare (Voyage to the Bottom of the Sea) – serie TV, un episodio (1967)
- Batman – serie TV, un episodio (1967)
- I giorni di Bryan (Run for Your Life) – serie TV, episodio 3x17 (1968)
- Daniel Boone – serie TV, 3 episodi (1966-1968)
- Peyton Place – serie TV, 18 episodi (1966-1968)
- Lancer – serie TV, episodio 1x02 (1968)
- La grande vallata (The Big Valley) – serie TV, 6 episodi (1967-1968)
- Gli sbandati (The Outcasts) – serie TV, un episodio (1969)
- Il grande teatro del west (The Guns of Will Sonnett) – serie TV, un episodio (1969)
- Selvaggio west (The Wild Wild West) – serie TV, 3 episodi (1966-1969)
- Missione impossibile (Mission: Impossible) – serie TV, 2 episodi (1968-1969)
- Bonanza – serie TV, 6 episodi (1959-1970)
- Mannix – serie TV, 2 episodi (1969-1970)
- Giovani avvocati (The Young Lawyers) – serie TV, episodi 1x00-1x21 (1969-1971)
- Medical Center – serie TV, un episodio (1970)
- The Bold Ones: The Senator – serie TV, un episodio (1970)
- The Bold Ones: The Lawyers – serie TV, un episodio (1970)
- Tre nipoti e un maggiordomo (Family Affair) – serie TV, episodio 5x13 (1970)
- Adam-12 – serie TV, un episodio (1971)
- Il virginiano (The Virginian) – serie TV, 3 episodi (1963-1971)
- The Fisher Family – serie TV, un episodio (1971)
- La famiglia Smith (The Smith Family) – serie TV, un episodio (1971)
- Ironside – serie TV, 2 episodi (1968-1971)
- Colombo (Columbo) – serie TV, un episodio (1971)
- Lassie: Joyous Sound – film TV (1972)
- Io e i miei tre figli (My Three Sons) – serie TV, 2 episodi (1970-1972)
- Gunsmoke – serie TV, 7 episodi (1959-1972)
- Due onesti fuorilegge (Alias Smith and Jones) – serie TV, 5 episodi (1971-1972)
- A tutte le auto della polizia (The Rookies) – serie TV, un episodio (1972)
- The Delphi Bureau – serie TV, un episodio (1973)
- The Wide World of Mystery – serie TV, 2 episodi (1973)
- Difesa a oltranza (Owen Marshall, Counselor at Law) – serie TV, un episodio (1973)
- Lassie – serie TV, 7 episodi (1958-1973)
- Dirty Sally – serie TV, un episodio (1974)
- The Gun and the Pulpit – film TV (1974)
- Lincoln – serie TV, un episodio (1974)
- Il pianeta delle scimmie (Planet of the Apes) – serie TV, un episodio (1974)
- The Legend of Lizzie Borden – film TV (1975)
- Una famiglia americana (The Waltons) – serie TV, un episodio (1975)
- Conspiracy of Terror – film TV (1975)
- Poliziotto di quartiere (The Blue Knight) – serie TV, un episodio (1975)
- Harry O – serie TV, 2 episodi (1974-1976)
- Barney Miller – serie TV, un episodio (1976)
- Phyllis – serie TV, un episodio (1976)
- Arthur Hailey's the Moneychangers (1976)
- Mary Tyler Moore Show (Mary Tyler Moore) – serie TV, un episodio (1977)
- James (James at 15) – serie TV, un episodio (1977)
- Loose Change (1978)
- Rhoda – serie TV, un episodio (1978)
- With This Ring – film TV (1978)
- Greatest Heroes of the Bible – serie TV, un episodio (1978)
- L'incredibile Hulk (The Incredible Hulk) – serie TV, un episodio (1979)
- The Golden Gate Murders – film TV (1979)
- Hazzard (The Dukes of Hazzard) – serie TV, un episodio (1979)
- Nero Wolfe – serie TV, un episodio (1981)
- Quincy (Quincy M.E.) – serie TV, un episodio (1981)
- Magnum, P.I. – serie TV, un episodio (1981)
- Harper Valley P.T.A. – serie TV, un episodio (1982)
- I ragazzi di padre Murphy (Father Murphy) – serie TV, un episodio (1982)
- La casa nella prateria (Little House on the Prairie) – serie TV, episodi 6x06-9x12 (1979-1983)
- Autostop per il cielo (Highway to Heaven) – serie TV, episodio 1x10 (1984)
- Star Trek – serie TV, 3 episodi (1967-1986)

## Doppiatori italiani
Nelle versioni in italiano delle opere in cui ha recitato, Jon Lormer è stato doppiato da:
- Mario Milita in Star Trek (ep. 1x11), La casa nella prateria
- Nino Pavese in Dominique
- Bruno Persa in Una splendida canaglia
- Lauro Gazzolo in Quelli della San Pablo
- Renato Turi in L'impossibilità di essere normale
- Carlo Buratti in Torna "El Grinta"
- Nello Riviè in Creepshow
- Dante Biagioni in Star Trek (ep. 1x21)